# Antic buldog anglès
L'antic buldog anglès (Old English bulldog en anglès) és una raça extinta de gos originària de Gran Bretanya. Fou molt comú a tota l'Europa occidental fins a mitjans del segle xix, però s'acabà extingint quan la promulgació de lleis contra la lluita de gossos feu desaparèixer l'interès per conservar-lo.